# Le Bal des mauvais garçons
Pour plus de détails, voir Fiche technique et Distribution.
Le Bal des mauvais garçons (Stop, You're Killing Me) est un film américain réalisé par Roy Del Ruth, sorti en 1952, avec Broderick Crawford, Claire Trevor, Virginia Gibson, Bill Hayes et Margaret Dumont dans les rôles principaux. Il s'agit d'un remake de la comédie policière Un meurtre sans importance (A Slight Case of Murder) réalisé par Lloyd Bacon en 1938 qui est lui-même adapté de la pièce de théâtre A Slight Case of Murder de Damon Runyon et Howard Lindsay sortit en 1935.

## Synopsis
Lorsque le dix-huitième amendement de la Constitution est abrogée, un ancien baron de la prohibition, Remy Marko (Broderick Crawford), décide de devenir honnête et se lance dans la production et la commercialisation légale de bière. La mauvaise qualité de sa production le conduit à la faillite et il se retrouve en conflit avec ces créanciers. Pour ne rien arranger à ses affaires, sa fille, Marko Mary (Virginia Gibson), a l'intention d'épouser un policier, Chance Whitelaw (Bill Hayes), héritier d'une famille riche. Pour se donner bonne figure, Remy Marko et sa femme Nora (Claire Trevor) organise une réception dans un riche hôtel de Saratoga. Mais la fête est perturbée par la mort de quatre gangsters, assassiné par Innocent (Harry Morgan), un mafieux travaillant pour les créanciers qui sont à la poursuite de Remy. Ce dernier doit jongler entre sa famille, le futur mariage de sa fille, son entreprise en faillite et l'enquête de la police afin d'épargner sa nouvelle image.

## Fiche technique
- Titre : Le Bal des mauvais garçons
- Titre original : Stop, You're Killing Me
- Réalisation : Roy Del Ruth
- Assistant réalisateur : Mel Dellar
- Scénario : James O'Hanlon d'après le film Un meurtre sans importance (A Slight Case of Murder) de Lloyd Bacon et la pièce de théâtre A Slight Case of Murder de Damon Runyon et Howard Lindsay
- Photographie : Ted McCord
- Musique : Ray Heindorf
- Montage : Owen Marks
- Direction artistique : Charles H. Clarke
- Décors : George James Hopkins
- Costumes : Howard Shoup
- Producteur : Louis F. Edelman
- Société de production : Warner Bros.
- Société de distribution : Warner Bros.
- Pays de production : États-Unis
- Format : Couleur
- Genre cinématographique : Comédie et film de gangsters
- Durée : 86 minutes
- Date de sortie :
  - États-Unis : 10 décembre 1952
  - France : 18 décembre 1853

## Distribution
- Broderick Crawford : Remy Marko
- Claire Trevor : Nora Marko
- Virginia Gibson : Mary Marko
- Bill Hayes: chance Whitelaw
- Charles Cantor (en) : Mike
- Sheldon Leonard : Lefty
- Howard St. John : commissaire Mahoney
- Harry Morgan : Innocence
- Margaret Dumont : Mrs. Harriet Whitelaw
- Stephen Chase : Cal Ritter
- Don Beddoe : Clyde Post
- Jack Pepper (en) : le chanteur
- Henry Slate (en) : Ryan
- Louis Lettieri : Donnie Reynolds

Et, parmi les acteurs et actrices non crédités :
- Eddie Acuff (en)
- Joanne Arnold (en)
- Phil Arnold (en)
- Larry J. Blake
- Mushy Callahan
- John Crawford
- Bess Flowers
- Merv Griffin
- Ned Glass
- Fred Kelsey
- Phyllis Kirk
- Frank Marlowe (en)
- Jack Mower
- Richard Reeves
- Frank Richards
- Ralph Sanford (en)
- Cosmo Sardo
- Joseph Vitale : Giuseppe